# Abraham Ledeboer (1842-1897)
Abraham Ledeboer (Enschede, 25 mei 1842 – 11 januari 1897) was een Nederlands medefirmant in de textielindustrie en was grootgrondbezitter.

## Biografie
Ledeboer werd geboren op 25 mei 1842 in Enschede als zoon van Abraham Ledeboer en Maria Geertruid van Heek (20 augustus 1820). Zijn vader was fabrikant in Enschede. Zijn moeder was dochter van Helmich van Heek, die samen met zijn broer Gerrit Jan een textielfabriek in Enschede bezat. Toen Abraham 8 jaar oud was, overleed zijn vader op 34-jarige leeftijd.
Na zijn opleiding ging Abraham Ledeboer werken bij de textielfabriek Van Heek & Co. Naast zijn werk zat hij ook in het bestuur van meerdere instanties. Zo was hij commissielid van een schooltje voor kinderen van de arbeiders van verschillende fabrieken in Enschede. Daarnaast zat hij jarenlang in de gemeenteraad van Enschede, eerst als raadslid (1873), daarna als wethouder (1887) en was hij lid van de Liberale partij.
Op 5 januari 1888 werd, naar voorbeeld van de Deense Heidemaatschappij, de Nederlandsche Heidemaatschappij opgericht. In oktober van datzelfde jaar werd in Enschede een afdeling van de Heidemaatschappij opgericht. Abraham Ledeboer was mede-initiatiefnemer en werd voorzitter van de Enschedese afdeling van de Heidemaatschappij. In mei 1893 kocht Ledeboer in Gemert zo’n 400 ha van de Stippelberg, in eigendom van de gebroeders Van de Ven en weduwe Laurentius. In het najaar van datzelfde jaar kocht hij het andere deel van de Stippelberg, de Sijp, waarvan J.A. Carp eigenaar was. Meteen gaf hij de Nederlandse Heidemaatschappij de opdracht om de heide te ontginnen en te starten met aanleg van bos. In totaal had hij nu ruim 800 ha in zijn bezit. Twee jaar later, in1895, kocht hij nog een stuk heide van de gemeente Gemert.
In 1895 werd Abraham Ledeboer benoemd tot Ridder in de Orde van de Nederlandse Leeuw
In december 1896 kreeg Abraham Ledeboer een ongeluk met de dogkar, een rijtuig met twee wielen getrokken door één paard. Hij had een wond aan zijn been en overleed aan de complicaties van deze verwondingen. 
Zijn eigendom werd voortgezet door de erfgenamen, waarvan zijn oudste zoon Abraham Hendrik lang de woordvoerder is geweest.

## Familie
In 1876 trouwde Ledeboer met Christine Catharina Nordbeck. Samen kregen ze twee kinderen, Abraham Hendrik (7 januari 1877) en Gerhard Theodoor (9 november 1879). Een maand na de geboorte van zijn tweede zoon, overleed zijn vrouw Christine op 28 december 1879. Enkele jaren later, op 13 februari 1882, overleed hun zoontje Gerhard Theodoor op 4-jarige leeftijd aan difterie.
In mei 1882 trouwde Ledeboer met Auguste Friederieke Charlotte Hartung. Samen kregen ze vier kinderen; Maria Pauline (14 februari 1885), Paul Arnold (12 januari 1889), Jan Georg Gerhard (4 juli 1891) en Helmich Bernard Nikolaas (6 december 1892).